# Communauté de communes du canton de Bricquebec-en-Cotentin
La communauté de communes du canton de Bricquebec-en-Cotentin est une ancienne communauté de communes française, située dans le département de Manche et la région Basse-Normandie.

## Historique
La communauté de communes du canton de Bricquebec-en-Cotentin a été créée le 31 décembre 1999. Le 1er janvier 2014, elle fusionne avec la communauté de communes du Bocage valognais pour former la communauté de communes du Cœur du Cotentin.

## Composition
L'intercommunalité fédérait treize communes du canton de Bricquebec :
| Nom                    | Code Insee | Gentilé         | Superficie (km2) | Population (dernière pop. légale) | Densité (hab./km2) |
| ---------------------- | ---------- | --------------- | ---------------- | --------------------------------- | ------------------ |
| Bricquebec (siège)     | 50082      | Bricquebétais   | 32,66            | 4 121 (2021)                      | 126                |
| Breuville              | 50079      | Breuvillais     | 8,41             | 408 (2014)                        | 49                 |
| L'Étang-Bertrand       | 50176      | Étanchois       | 8,74             | 340 (2014)                        | 39                 |
| Magneville             | 50285      | Magnevillais    | 9,49             | 332 (2014)                        | 35                 |
| Morville               | 50360      | Morvillois      | 7,08             | 250 (2014)                        | 35                 |
| Négreville             | 50369      | Négrevillais    | 11,48            | 817 (2014)                        | 71                 |
| Les Perques            | 50396      | Perquais        | 4,85             | 155 (2021)                        | 32                 |
| Quettetot              | 50418      | Quettetotais    | 12,43            | 731 (2021)                        | 59                 |
| Rauville-la-Bigot      | 50425      | Rauvillais      | 17,16            | 1 169 (2014)                      | 68                 |
| Rocheville             | 50435      | Rochevillais    | 10,07            | 626 (2014)                        | 62                 |
| Saint-Martin-le-Hébert | 50520      | Saint-Martinais | 2,13             | 155 (2021)                        | 73                 |
| Le Valdécie            | 50614      | Valdéciais      | 4,00             | 142 (2021)                        | 36                 |
| Le Vrétot              | 50646      | Vrétotais       | 20,56            | 563 (2021)                        | 27                 |

## Compétences
- Aménagement de l'espace
- Actions de développement économique
- Voirie
- Tourisme
- Secours et lutte contre les incendies
- Déchets
- Aménagement numérique du territoire

## Administration
Son premier président a été Henri-Louis Védié, maire de Bricquebec, remplacé en avril 2008 par Hubert Lefèvre, maire de Rauville-la-Bigot.
| Période    | Période       | Identité          | Étiquette | Qualité                    |
| ---------- | ------------- | ----------------- | --------- | -------------------------- |
| mars 2000  | avril 2008    | Henri-Louis Védié | SE        | Maire de Bricquebec        |
| avril 2008 | décembre 2013 | Hubert Lefèvre    | SE        | Maire de Rauville-la-Bigot |